# Homalictus terminalis
Homalictus terminalis (лат.) — вид пчёл рода Homalictus из семейства Halictidae. Эндемик Фиджи.

## Распространение
Острова Океании: Фиджи (Viti Levu, Mt. Batilamu). На высотах от 1100 м до 1118 м.

## Описание
Пчёлы мелкого размера (около 5 мм). От близких видов отличаются следующими признаками: у самцов лабрум имеет две медиальные проекции и его можно отличить от самцов H. nadarivatu из-за отсутствия множества вертикальных бороздок на лбу. Спинной субапикальный гребень гонококсита слабо развит и гоностиль сплюснутый сбоку. У самок преобладает зеленоватый цвет, надклипеальная область в основном умеренно скульпьтрована (колликулирована), скапус длинный и выходит за пределы головы назад. Основная окраска золотисто-зеленоватая и чёрная. Голова и грудь покрыты волосками (опушение самок более плотное и длинное); длинные волоски на нижней стороне брюшка. Мандибулы могут быть простыми или двузубчатыми. Проподеум имеет слабый киль вдоль заднего спинного края. На задних голенях несколько шипиков. Когти всех исследованных образцов были расщеплены. Базальная жилка переднего крыла изогнутая. Язычок короткий. Ведут одиночный образ жизни. Гнездятся в почве.

## Классификация
Таксон впервые был описан в 2019 году в ходе ревизии рода, проведённой австралийскими энтомологами Джеймсом Дори, Майклом Шварцом и Марком Стивенсом (South Australian Museum, Аделаида, Австралия) по материалам из Фиджи. Пчёлы из трибы Halictini подсемейства Halictinae.